# Neamț (županija)
Neamț (IPA: [neamʦ])  županija nalazi se u sjeverozapadnoj Rumunjskoj u povijesnoj pokrajini Moldaviji. Glavni grad županije Neamț je grad Piatra Neamț.

## Demografija
Po popisu stanovništva iz 2002. godine na prostoru županije Neamț živjelo je 557.000 stanovnika, dok je prosječna gustoća naseljenosti 99 km2.
- Rumunji - 98,66%[1]
- Mađari - 0,05%
- Romi - 1,08
- Lipovani - 0,07%, i ostali

| Godina | Ukupno stanovnika |
| ------ | ----------------- |
| 1948.  | 357.348           |
| 1956.  | 419.949           |
| 1966.  | 470.206           |
| 1977.  | 532.096           |
| 1992.  | 578.420           |
| 2002.  | 554.516           |

## Zemljopis
Županija Neamț je ukupne površine 5.896 km².
U zapadnom dijelu županije nalaze se planine iz karpatske skupine, s visinama od 1800 m, i impresivnim vrhuncem Ceahlăuom.

#### Susjedne županije
- Iași i Vaslui na istoku.
- Harghita na zapadu.
- Suceava na sjeveru.
- Bacău na jugu.

## Gospodarstvo
Glavne gospodarske grane u županiji su:
- kemijska industrija,
- tekstilna industrija,
- proizvodnja hrane,
- proizvodnja građevinskog materijala.

Jedan od najvećih brana u Rumunjskoj je sagrađena na rijeci  Bistrița, vode se koristi za proizvodnju električne energije.

## Administrativna podjela
Županija Neamț podijeljena je na dvije municipije, tri grada i 78 općina.

### Municipiji
- Piatra Neamț - Glavni grad; stanovnika: 125.050 (2007.)
- Roman

#### Gradovi
- Bicaz
- Roznov
- Târgu Neamț

### Općine
| - Agapia - Alexandru cel Bun - Bahna - Bălțătești - Bârgăuani - Bicaz-Chei - Bicazu Ardelean - Bâra - Bodești - Boghicea - Borca - Borlești - Botești - Bozieni - Brusturi - Cândești - Ceahlău - Cordun - Costișa - Crăcăoani | - Dămuc - Dobreni - Dochia - Doljești - Dragomirești - Drăgănești - Dulcești - Dumbrava Roșie - Farcașa - Făurei - Gâdinți - Gârcina - Gherăești - Ghindăoani - Girov - Grințieș - Grumăzești - Hangu - Horia - Icușești | - Ion Creangă - Mărgineni - Moldoveni - Negrești - Oniceni - Păstrăveni - Pâncești - Pângărați - Petricani - Piatra șoimului - Pipirig - Podoleni - Poiana Teiului - Poienari - Răucești - Războieni - Rediu - Români - Ruginoasa - Sagna | - Săbăoani - Săvinești - Secuieni - Stănița - ștefan cel Mare - Tarcău - Tașca - Tazlău - Tămășeni - Timișești - Trifești - Tupilați - țibucani - Urecheni - Valea Ursului - Văleni - Vânători-Neamț - Zănești |

## Vanjske poveznice
- www.piatra-neamt.net - Neamt info portal  Arhivirana inačica izvorne stranice od 26. veljače 2009. (Wayback Machine)
- prefecturaneamt.ro - Neamt Prefekture
- judetulneamt.ro - Neamt županijska karta  Arhivirana inačica izvorne stranice od 16. prosinca 2008. (Wayback Machine)
- neamt.ro - Podaci o Neamt županiji  Arhivirana inačica izvorne stranice od 29. travnja 2011. (Wayback Machine)
- mont.ro - Glavne novine u Neamtu